# Сульна (комуна)
Комуна Сульна (швед. Solna kommun) — адміністративно-територіальна одиниця місцевого самоврядування, що розташована в лені Стокгольм у центральній Швеції.
Сульна 288-а за величиною території комуна Швеції. Адміністративний центр комуни — передмістя Стокгольма Сульна.

## Населення
Населення становить 71 293 чоловік (станом на січень 2013 року).
| Кількість населення комуни Сольна за 1970-2010 роки | Кількість населення комуни Сольна за 1970-2010 роки | Кількість населення комуни Сольна за 1970-2010 роки | Кількість населення комуни Сольна за 1970-2010 роки | Кількість населення комуни Сольна за 1970-2010 роки |
| --------------------------------------------------- | --------------------------------------------------- | --------------------------------------------------- | --------------------------------------------------- | --------------------------------------------------- |
| Рік                                                 |                                                     |                                                     | Населення                                           |                                                     |
| 1970                                                | 1970                                                |                                                     | 55 556                                              | 55 556                                              |
| 1975                                                | 1975                                                |                                                     | 53 878                                              | 53 878                                              |
| 1980                                                | 1980                                                |                                                     | 50 441                                              | 50 441                                              |
| 1985                                                | 1985                                                |                                                     | 49 648                                              | 49 648                                              |
| 1990                                                | 1990                                                |                                                     | 51 841                                              | 51 841                                              |
| 1995                                                | 1995                                                |                                                     | 54 417                                              | 54 417                                              |
| 2000                                                | 2000                                                |                                                     | 56 605                                              | 56 605                                              |
| 2005                                                | 2005                                                |                                                     | 60 575                                              | 60 575                                              |
| 2010                                                | 2010                                                |                                                     | 68 144                                              | 68 144                                              |
| Джерело: SCB                                        |                                                     |                                                     |                                                     |                                                     |

## Населені пункти
Комуні підпорядковано 1 міське поселення (tätort):
- Стокгольм (Stockholm) (частина — район Сульна)

## Міста побратими
Комуна підтримує побратимські контакти з такими муніципалітетами:
- Комуна Ші, Норвегія
- Пірккала, Фінляндія
- Гладсаксе, Данія
- Валміера, Латвія
- Варшава, Польща

## Галерея

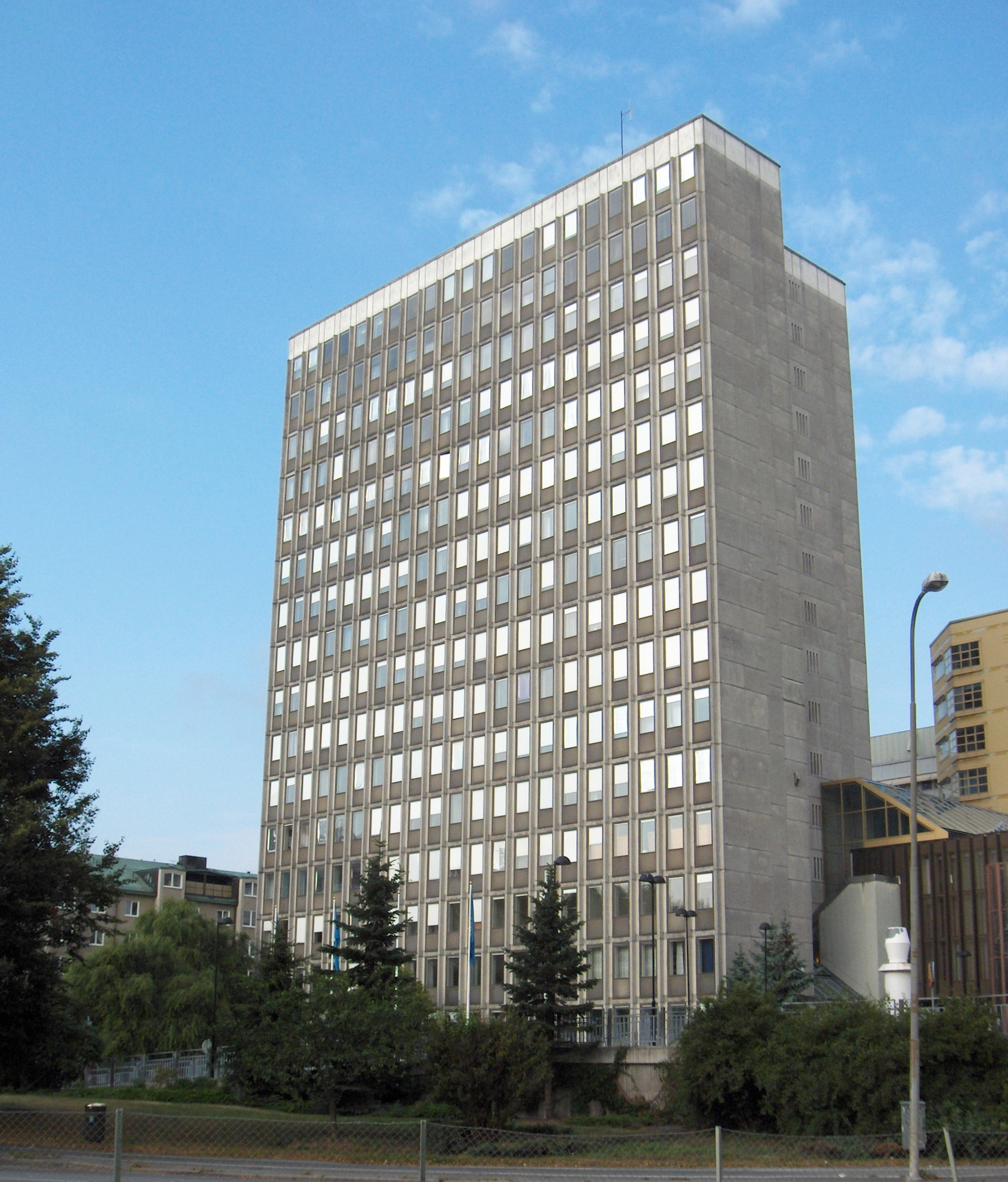
Управа комуни (Сульна)
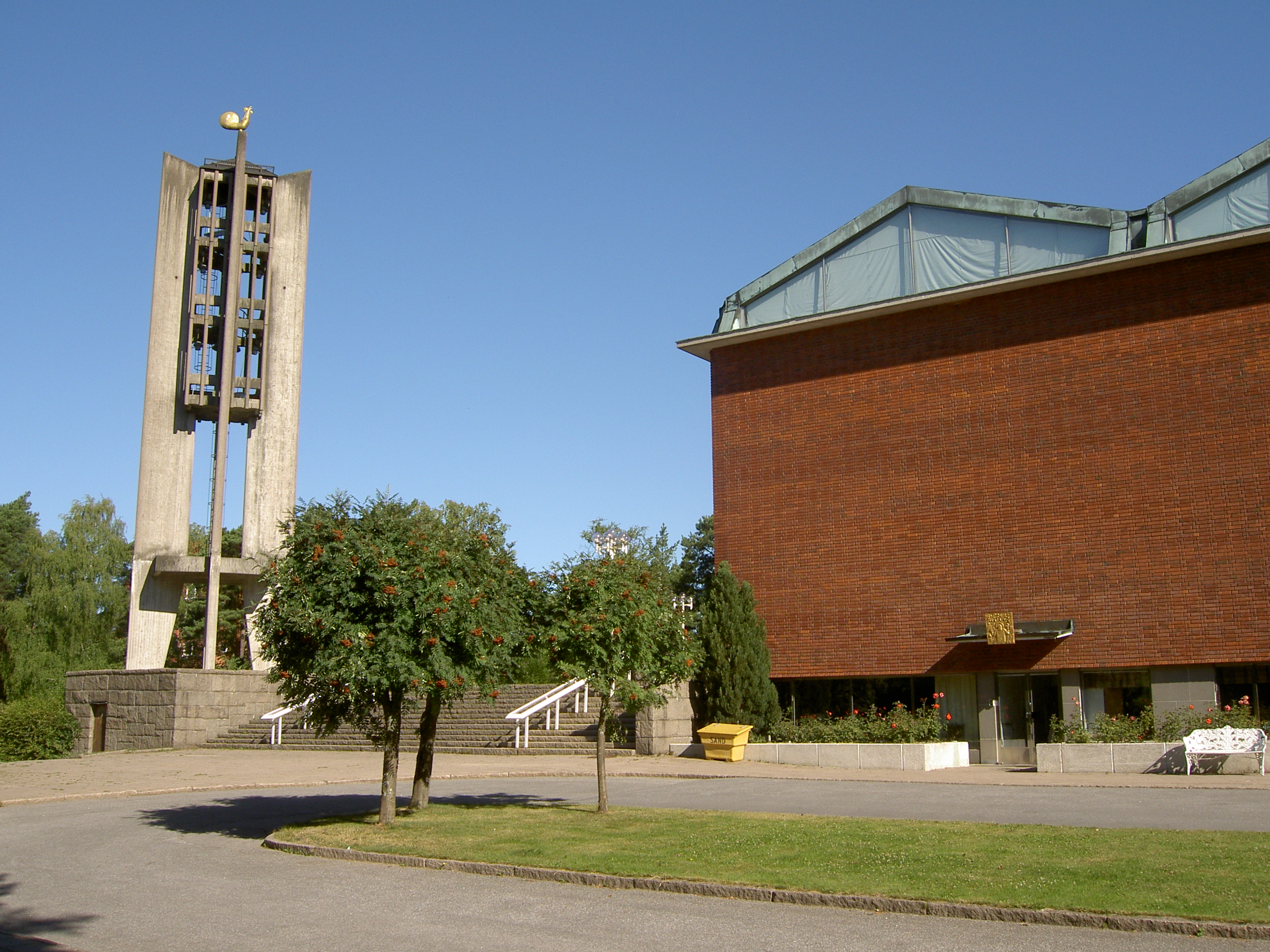
Церква (Росунда)
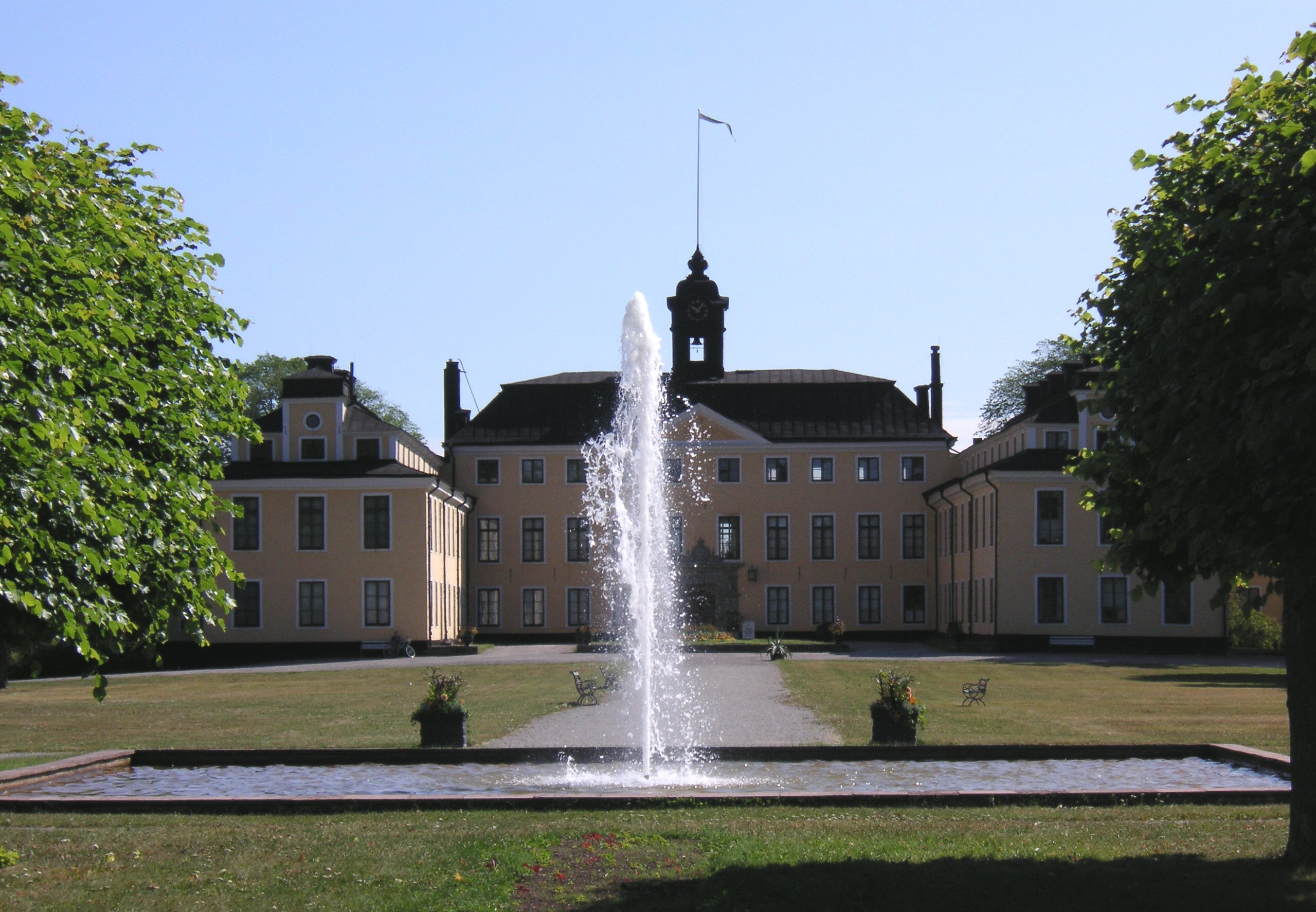
Замок Ульріксдаль